# Federazione internazionale dei diritti umani
La Federazione Internazionale dei Diritti Umani (FIDH) è stata creata nel 1922 su iniziativa di alcune organizzazioni nazionali europee, comprese le leghe dei diritti umani francese e tedesca. FIDH raggruppa 164 organizzazioni nazionali di difesa dei diritti umani in oltre 100 paesi. René Cassin e Paul Boncour, due dei maggiori leader di FIDH, parteciparono alla stesura della Dichiarazione universale dei diritti umani e difensore dei diritti umani.
La sede principale è a Parigi.

## Le principali attività di FIDH

### Mobilitare la comunità internazionale
FIDH lavora con organizzazioni intergovernative quali le Nazioni Unite, l'Unione europea, il Consiglio d'Europa, l'Organizzazione per la sicurezza e la cooperazione in Europa, l'Organizzazione degli Stati americani, l'UNESCO e l'organizzazione per l'Africa unita e con le loro rappresentanze permanenti a Ginevra, Bruxelles, Strasburgo, Banjul ecc.

### Prevenire le violazioni e supportare la società civile
FIDH organizza seminari e workshop per la difesa dei diritti umani. Quando le circostanze lo permettono, partecipano a queste sessioni anche i rappresentanti delle autorità locali ed i responsabili per l'applicazione della legge.

### Vigilare e allertare
FIDH organizza missioni d'inchiesta e di osservazione giudiziaria con un triplice scopo:
1. dimostrare alle organizzazioni internazionali l'esistenza o l'assenza di violazioni di diritti umani nel Paese di volta in volta interessato;
2. aiutare a ridurre la repressione politica compiuta nel Paese interessato;
3. aiutare a proteggere le vittime della repressione facendole uscire dall'anonimato.

### Informare, denunciare, proteggere
FIDH reagisce alle violazioni delle libertà fondamentali portandole immediatamente all'attenzione di tutta l'opinione pubblica mondiale e mobilitando le sue associazioni membri, le istituzioni regionali e internazionali, i mass media.